# 河鹿村
河鹿村（かじかむら）はかつて岐阜県郡上郡に存在した村である。
現在の郡上市八幡町河鹿に該当する。
吉田川の支流の小駄良川の最上流部の村であった。

## 歴史
- 1875年（明治8年） - 深皿村、坪谷村、為安村、戒仏村、鳩畑村が合併し、河鹿村となる。
- 1889年（明治22年）7月1日 - 町村制により、河鹿村が発足。
- 1897年（明治30年）4月1日 - 中坪村、初音村、五町村、瀬取村 と合併し川合村発足。同日河鹿村は廃止。